# Hieracium gracilipes
Hieracium gracilipes es una especie de planta con flor del género Hieracium, de la familia Asteraceae, orden Asterales.

## Distribución
Hieracium gracilipes se distribuye por Suecia.

## Taxonomía
Fue descrita científicamente por (Dahlst.) Prain.
Tratamiento taxonómico
La especie aparece registrada y publicada en Index Kew., Suppl 5.